# Ville-au-Val
Ville-au-Val è un comune francese di 177 abitanti situato nel dipartimento della Meurthe e Mosella nella regione del Grand Est.

## Società

### Evoluzione demografica
Abitanti censiti